# Église Saint-Paterne d'Orléans
Pour les articles homonymes, voir Église Saint-Patern.
L’église Saint-Paterne d'Orléans est une église catholique située à Orléans, dans le département du Loiret en France. Elle est dédiée à Paterne d'Avranches. Son origine remonte au XIIe siècle. Détruite à plusieurs reprises au cours des siècles, la construction actuelle date du XIXe siècle.
En 1830, le peintre et graveur français Jean-Baptiste Camille Corot peint un paysage urbain intégrant le clocher-tour  de l'église Saint-Paterne, élément détruit en 1913.

## Historique

### Origine

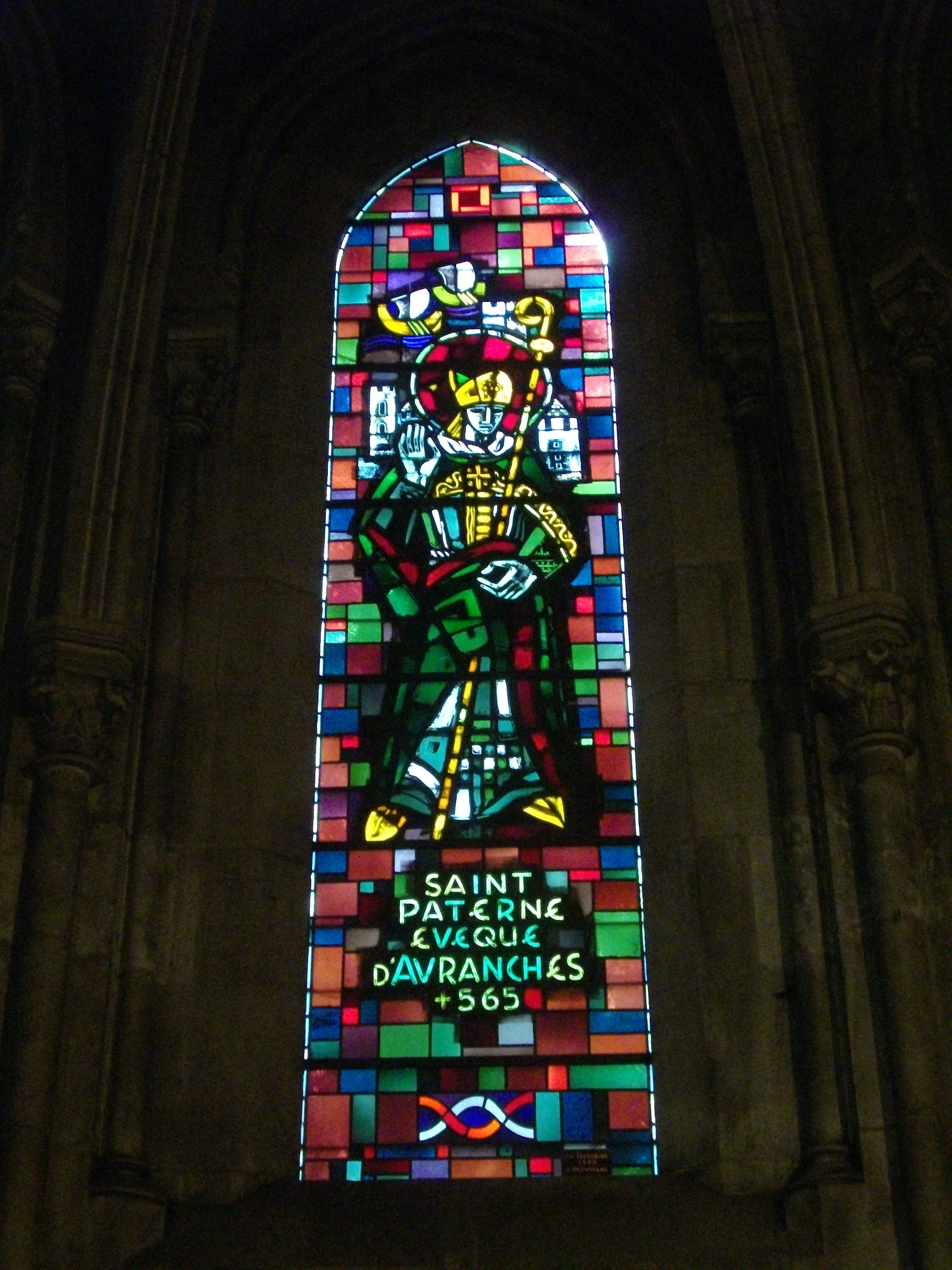
Vitrail de Paterne d'Avranches dans l'église Saint-Paterne.

Le culte de Paterne d'Avranches est introduit dans l'Orléanais par les catholiques bretons fuyant les invasions normandes du Xe siècle.
Au XIIe siècle à l'emplacement de l'église actuelle un hospice pour jeunes hommes, un prieuré et une chapelle sont construits. Un document de 1115 mentionne un prieuré rattaché à l'abbaye Saint-Père de Chartres ce qui explique l'ancien nom de l'église appelée « Saint-Pouair »,.
Pendant la guerre de Cent Ans, l'église est détruite à deux reprises en 1358 et 1428 par les Orléanais eux-mêmes. En effet l'édifice étant situé à l'extèrieur des enceintes de la ville, ils craignaient que les anglais prennent le bâtiment comme place forte.
En 1500, l'église prend de l'importance et devient une église paroissiale.
Lors des guerres de Religion, les protestants détruisent la tour en 1562 pour y installer une forteresse. Jacques Guéset, prêtre de la paroisse, est alors pendu par les calvinistes. Puis ils démolissent l'église en 1567,.
Pendant la période de la Révolution française débutant en 1789, l'église Saint-Paterne est utilisée pour des assemblées patriotiques. Par ailleurs, en septembre 1793, le conventionnel et membre du clergé Jacques Léonard Laplanche s'en sert pour y tenir ses activités administratives et d'épuration lors de la Terreur. Par la suite l'église sert pour entreposer du fourrage puis elle devient un temple dédié à la vieillesse,. Avec le concordat de 1801, l'église retrouve sa fonction cultuelle initiale.
Pendant la guerre franco-prussienne de 1870, lors de la bataille d'Orléans, perdue par l'armée française, les prisonniers français sont enfermés dans l'église Saint-Paterne.

### L'édifice actuel
L’église Saint-Paterne est reconstruite de 1876 à 1883 à l’emplacement de l'ancien édifice qui tombait en ruines. L'évêque d'Orléans Félix Dupanloup pose la première pierre. Les financements rythment l'avancement des travaux suivis par l'architecte Paul Deshérault. La consécration par l’évêque d'Orléans Stanislas-Arthur-Xavier Touchet s'effectue en 1894.
Le porche actuel est édifié et inauguré en 1931 par Jules-Marie-Victor Courcoux, évêque d’Orléans.
Jacques Le Chevallier (vitrailliste) est le concepteur de vitraux de l'église Saint-Paterne entre 1945 et 1962, ils sont réalisés par l'atelier Degusseau.
L'église sert au culte catholique mais son acoustique permet aussi l'organisation de concerts.

## Orgue et organistes célèbres

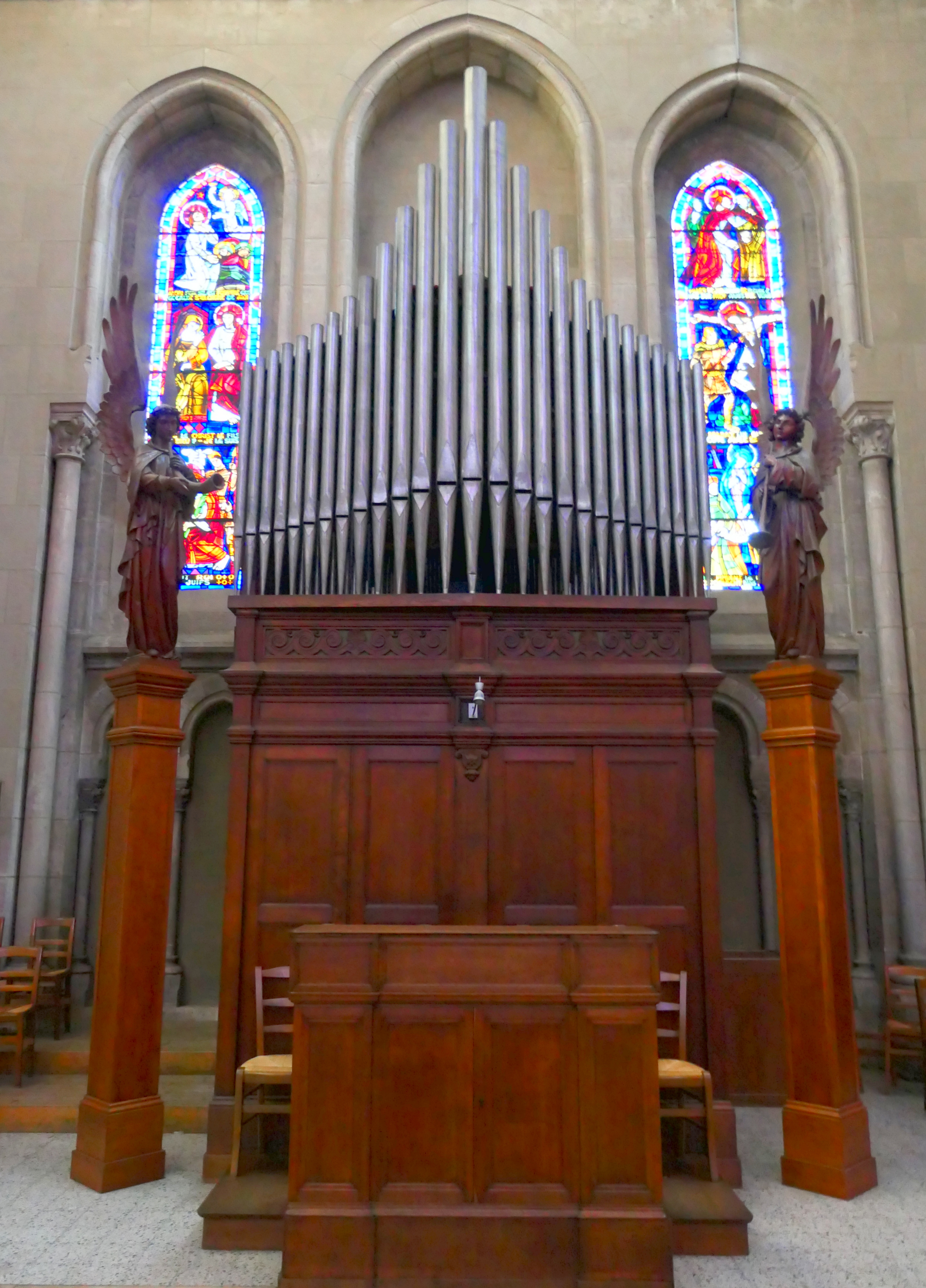
L'orgue de 1853.

L'orgue actuel est construit en 1853 et installé en 1856, avant la reconstruction de l'église Saint-Paterne (1876-1883), il vient de la manufacture Cavaillé-Coll fils, facteur d'orgue reconnu du XIXe siècle. Il est placé au sol, les tuyaux sont entourés de 2 anges musiciens et son soubassement est sculpté. Il est composé de 20 jeux sur 2 claviers de 54 notes et un pédalier de 30 notes. L'orgue est classé monument historique mais n'est plus dans son état d'origine. En effet, l'orgue est réhabilité en 1973 par Boisseau Robert puis de 1999 à 2001 par Boisseau Jean-Baptiste & Gaborit Jean-Marie,.
Des organistes célèbres se succèdent au fil des ans à Saint-Paterne :
Ainsi Sébastien Demar, pianiste, compositeur et organiste d'origine allemande, installé à Orléans depuis 1791, est l'organiste de Saint-Paterne à partir de 1815. De 1832 à 1840. Marius Gueit lui succède et occupe le poste d'organiste de l'église Saint-Paterne.
Édouard Mignan est nommé organiste de l'église Saint-Paterne, dès l'âge de 14 ans en 1897. Pour sa part François-Henri Houbart, originaire d'Orléans, est organiste de l'église Saint-Paterne à partir de 1968.

## Religieux de Saint-Paterne
Auguste-Léopold Laroche, ordonné prêtre pour le diocèse d'Orléans en 1868, est d'abord vicaire à l'église Saint-Paterne, professeur puis directeur en 1878 du petit séminaire de La Chapelle-Saint-Mesmin, l'abbé Laroche devient curé de La Ferté-Saint-Aubin en 1883. Fin 1887, il est nommé curé de l'église Saint-Paterne avant que d'être rapidement promu vicaire général d'Orléans et archidiacre de Pithiviers en 1888. Il est nommé évêque de Nantes en 1893 et quitte donc Orléans.
Alfred Atton est ordonné prêtre en 1925 par le cardinal Stanislas-Arthur-Xavier Touchet. Il est dans un premier temps vicaire à Gien puis curé de l'église Saint-Paterne et de Montargis. Puis, il est Consacré le 9 octobre 1957 par Robert Picard de La Vacquerie, il est nommé évêque titulaire de Theudalis (de) et évêque auxiliaire d'Orléans et enfin évêque de Langres en 1964.
Olivier de Scitivaux de Greische, ordonné prêtre en 1989, est prêtre de l'église Saint-Paterne d'Orléans dans les années 1990,,. En mai 2024. Il est jugé pour des viols et des agressions sexuelles sur quatre plaignants, âgés de moins de 15 ans à l’époque, dans les années 1990 et 2000. Lors du procès, il reconnait les agressions sexuelles et les viols. Il est condamné à 17 ans de réclusion criminelle, assortie d'une période de sûreté de 10 ans,.

## Représentation artistique

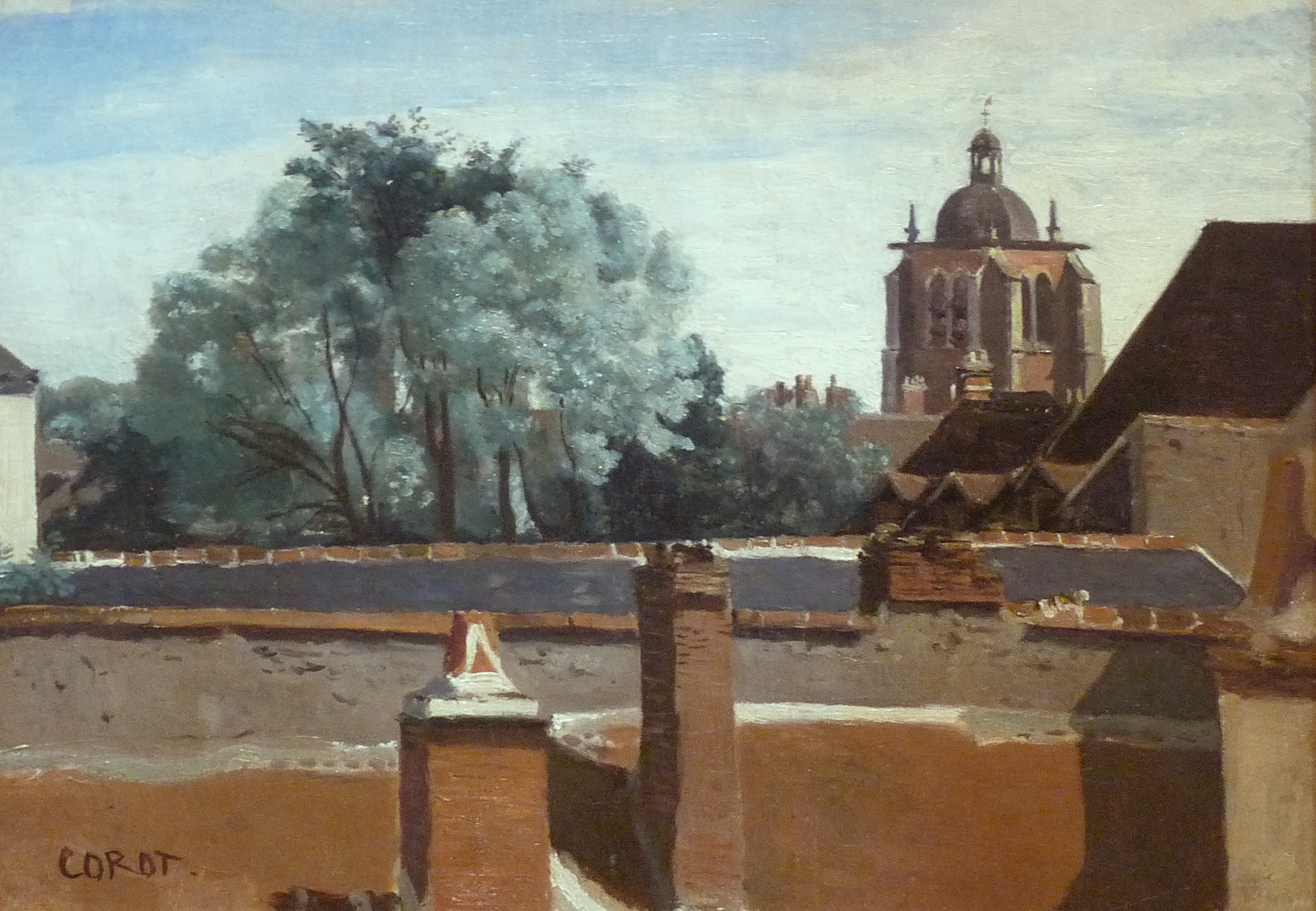
Peinture de Corot.

En 1830, Jean-Baptiste Camille Corot (1796-1875) peint un paysage urbain intégrant le clocher-tour de l'église Saint-Paterne. Le tableau, est une peinture à l'huile intitulé La Tour Saint-Paterne à Orléans ou Orléans, vue prise d'une fenêtre en regardant la tour Saint-Paterne. La commune d'Orléans en est son propriétaire depuis 1967, l'œuvre est conservée au musée des Beaux-Arts d'Orléans.
Une autre version est détenue par le musée des Beaux-Arts de Strasbourg.
Le clocher-tour, visible sur le tableau, menace ruine en 1913. Il est alors détruit à l'initiative de Fernand Rabier, maire d'Orléans de 1912 à 1919 et ce, malgré une importante opposition au sein de la commune.